# Krakowska Opera Kameralna
Krakowska Opera Kameralna (KOK) – kameralny teatr operowy z siedzibą w Krakowie, w kamienicy przy ul. Miodowej 15, będący kontynuacją istniejącego w tym miejscu od roku 1991 krakowskiego Teatru El-Jot.

## Opis
Krakowska Opera Kameralna została założona w roku 2000 przez małżeństwo – Wacława Jankowskiego (reżysera operowego i teatralnego) i Jadwigę Leśniak-Jankowską (choreografa i aktorkę). Specjalizuje się w repertuarze dawnym (barokowym, klasycystycznym), a także widowiskach muzycznych, misteriach i oratoriach (dygresyjna opera kameralna, udramatyzowane oratorium, rapsod muzyczny, misterium sceniczne).
W roku 2011 teatr poszerzył swoją działalność artystyczną o nowy projekt: Operowy Teatr Lalek, w którym, oprócz śpiewaków, aktorów dramatycznych i tancerzy, pełnoprawny udział w scenicznych działaniach mają także lalki i maski. Artyści występujący na scenie KOK to zespół śpiewaków, aktorów, tancerzy i instrumentalistów. KOK współpracuje również z krakowskimi uczelniami artystycznymi (których studenci występują w spektaklach przy ul. Miodowej).

## Budynek[2]
Krakowska Opera Kameralna usytuowana jest na krakowskim Kazimierzu w kamienicy wpisanej do Rejestru Zabytków Krakowa. Wybudowana została w 1896 roku według projektu Beniamina Torbe, a przebudowana w roku 1912 przez Ludwika Gutmana (w czasie II wojny światowej nie uległa zniszczeniu). Sala teatralna (adaptacja piwnic) z przeznaczeniem dla teatru muzycznego została wybudowana w latach 90. XX wieku według projektu Wojciecha Obtułowicza i wkomponowana w architekturę budynku. Zakończenie budowy oraz otwarcie teatru nastąpiło 18 czerwca 2000 roku.
Scena opery została zbudowana na dwóch poziomach. Niższy powstał w wykopanych dwóch nieckach o kwadratowej podstawie. Powyżej, wokół części niższej, znajduje się galeria – widownia.

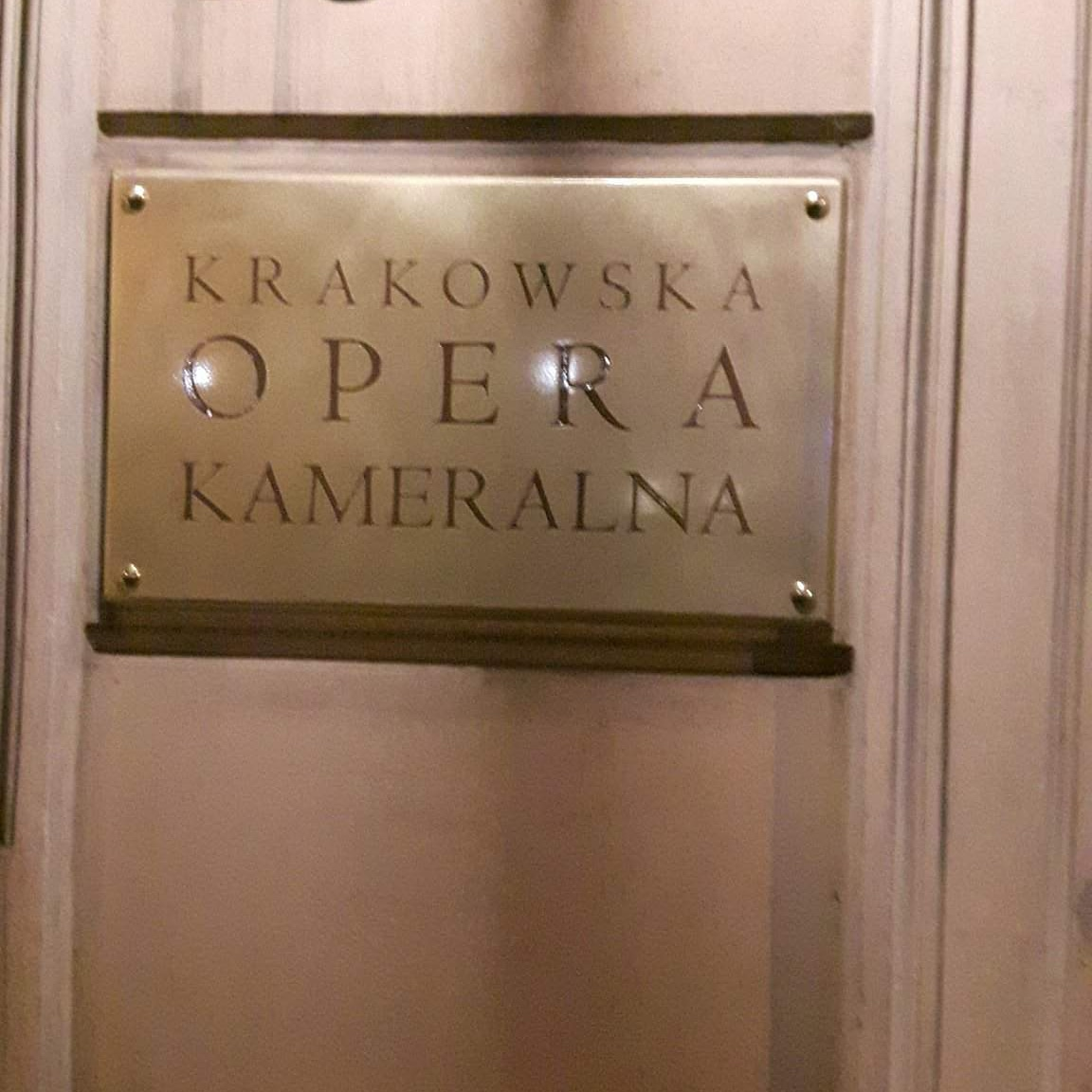
Krakowska Opera Kameralna

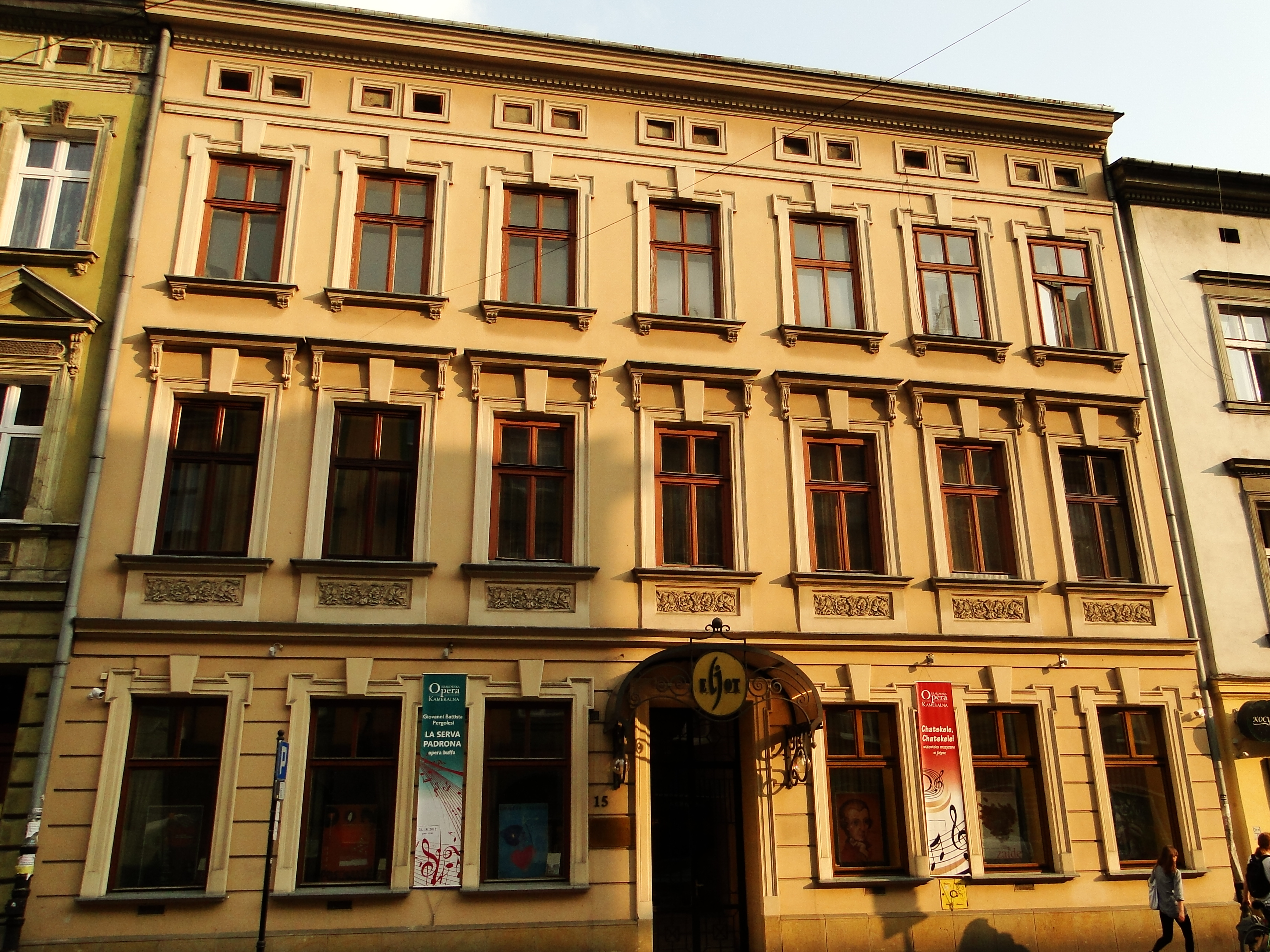
Krakowska Opera Kameralna

## Repertuar
- 3 grudnia 1991 – Pastorele staropolskie, abo kolęda mieszkańcom ziemskim od muzyki niebieskiej wdzięcznym okrzykiem na dzień Narodzenia Pańskiego zaśpiewana – widowisko muzyczne, Kościół Narodzenia Pańskiego i św. Bartłomieja Apostoła w Krakowie, w ramach Międzynarodowego Festiwalu Teatrów Polskojęzycznych
- 4 maja 1992 – Pieśń nad pieśniami – udramatyzowane oratorium, Dworek Białoprądnicki w Krakowie
- 25 czerwca 1994 – Małe buciki – kantata sceniczna w czterech częściach z prologiem i epilogiem – Synagoga Poppera w Krakowie, IV Festiwal Kultury Żydowskiej w Krakowie
- kwiecień 1996 – Viridarium pasyjne, abo pieśń człowieka krześcijańskiego do syna bożego na złe sprawy ludzkiego żywota – widowisko muzyczne, TVP oddział w Krakowie
- 2 maja 2004 – Don Pasquale, Gaetano Donizetti – opera komiczna,
- 5 marca 2005 – Stabat Mater, Antonio Vivaldi/Giovanni Battista Pergolesi – misterium sceniczne, Kościół oo. Bernardynów w Krakowie
- 17 lutego 2006 – Satiro e corisca, Tarquinio Merula – balletto e opera – Zamek Królewski w Niepołomicach
- 15 lipca 2006 – La Festa teatrale – gala operowa, Inauguracja III Letniego Festiwalu Ars Cameralis Krakowskiej Opery Kameralnej
- 11 października 2006 – Tryptyk rzymski, Jan Paweł II, poemat – Inauguracja Festiwalu Poezji i Muzyki „Uroda Słowa”
- 9 grudnia 2006 – Zaide, Wolfgang Amadeus Mozart – singspiel
- 9 maja 2008 – Livetta e tracollo, Giovanni Battista Pergolesi – opera buffa
- 14 lutego 2009 – Pieśń nad pieśniami – udramatyzowane oratorium, kościół pw. Matki Bożej Różańcowej w Niepołomicach, w ramach „Opera Kameralna w Regionie”
- 14 sierpnia 2009 – Die Schuldigkeit des ersten Gebots, Wolfgang Amadeus Mozart opera sacra, w ramach Festiwalu Cracovia Sacra, Bazylika Bożego Ciała w Krakowie
- 11 grudnia 2011 – La Serva padrona, Giovanni Battista Pergolesi – opera buffa
- 12 maja 2013 – Dziadek do orzechów – baśń muzyczna
- 23 listopada 2014 – Bastien und Bastienne,  Wolfgang Amadeus Mozart – opera komiczna[4]
- 12 marca 2017 – Krakowiany, krakowiany! – folkowe widowisko muzyczne